# Live over Europe
Live over Europe ist das dritte Album der Band Black Country Communion und das erste Konzertalbum der Gruppe. Es wurde während der Europa-Tournee zum Album 2, das die Band im Juni 2011 veröffentlicht hatte, aufgenommen und von Kevin Shirley produziert. Es enthält auch eine Version des Liedes Burn, das Deep Purple aufgenommen hatten, als Glenn Hughes Bassist der Gruppe war.

## Hintergrund
Das Album ist, mit Ausnahme von Smokestack Woman, inhaltlich identisch mit der gleichnamigen DVD von 2011. Da der nicht enthaltenen Titel auf der DVD jedoch ohnehin nur in der Studioversion für den Abspann des Konzertfilms genutzt wird, handelt es sich bei der CD um die Tonspur der auf der DVD gezeigten Darbietungen.

## Titelliste
CD1
1. Revolutions of the Machine (Intro) 1:45
2. Black Country 3:45
3. One Last Soul 3:59
4. Crossfire 6:32
5. Save Me 7:52
6. The Battle for Hadrian's Wall 4:42
7. Beggarman 4:59
8. Faithless 5:14
9. Song of Yesterday 9:11
10. I Can See Your Spirit 5:12

CD 2
1. Cold 7:54
2. The Ballad of John Henry 10:43
3. The Outsider 4:49
4. The Great Divide 4:41
5. Sista Jane 7:44
6. Man in the Middle 4:49
7. Burn 7:59

## Rezeption
In einer, allerdings auf die DVD bezogenen, Rezension schrieb Michael Rensen vom Magazin Rock Hard, die Band „rocke, groove, schwitze und peitsche sich“ durch das Material ihrer beiden Alben, die „Bonamassa-Übernummer“ ‚The Ballad of John Henry‘ und das Deep-Purple-Cover ‚Burn‘. Bonham trommele „fast so wuchtig wie sein Vater“, der „offensichtlich in einen Jungbrunnen gefallene“ Hughes meistere die „Doppelbelastung Gesang/Bass grandios,“ und Bonamassa zaubere „einmal mehr in seiner völlig eigenen Liga.“